# 雕漆

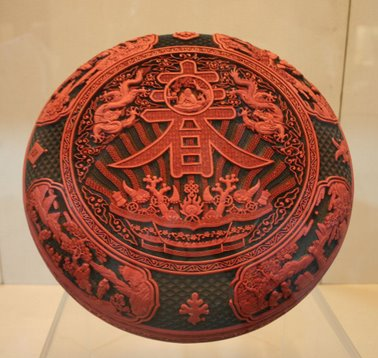
清朝乾隆年間帶有「春」字的盒子。 南京博物館

雕漆，又稱漆雕，指的是一種專門用在漆器上的彫刻技法，源自於中國古代，為歷代中國皇家所推重，屬於最高級的工藝美術之一。
雕漆時，要先將大漆反覆塗抹在器物胎體表面，待漆層堆積到合適厚度之後，再用刻刀在尚未完全凝固的漆層上剔出需要的紋樣。最後根據所追求的藝術效果，可以進一步精細打磨，也可以保持較為粗糲的原貌。根據所塗抹漆層顏色的區別，雕漆可以細分為剔紅，剔黃，剔綠，剔黑，剔彩以及剔犀。其中剔犀較罕見，剔紅最為常見，幾乎成為雕漆的代名詞。另有若干模擬雕漆的近似工藝，如堆漆（堆朱），堆灰，日本的鎌倉雕，根來塗等。
据中国工艺美术大师、非物质文化遗产雕漆技艺传承人殷秀云介绍，现在从事这个行业的人很少，整个雕漆行业只有大约一百多人。当下雕漆技艺的传承“后继乏人”，亟待年轻人继承雕漆技艺。

## 外部連結
- 北京雕漆走在失传边缘 （页面存档备份，存于）